# Enrique Yáñez
Enrique Yáñez de la Fuente (Ciudad de México, 17 de junio de 1908-Ibidem, 24 de noviembre de 1990) fue un arquitecto mexicano, teórico de la arquitectura funcionalista, especializándose en la arquitectura hospitalaria en México. 

## Biografía
Estudió arquitectura en la entonces Escuela Nacional de Arquitectura de la Universidad Nacional Autónoma de México, graduándose en 1938 con la tesis "Sindicato Mexicano de Electricistas", CDMX Fue miembro del CAM-SAM y de la Unión de Arquitectos Socialistas. También fue profesor en la Facultad de Arquitectura de la UNAM, en la ESIA del IPN y en la carrera de arquitectura en la Universidad Autónoma Metropolitana Unidad Azcapotzalco.]

Entre su labor destacó la planeación y diseño de hospitales, iniciando con el primer hospital de Zona del IMSS en la Raza, ganado en concurso (1944). Posteriormente proyectaría el Centro Médico Nacional (1955-1961) para la Secretaría de Salud, la cual se lo vende al [Instituto Mexicano del Seguro Social, en el cual además de plasmar sus influencias del funcionalismo, realizó integración plástica de autores como David Alfaro Siqueiros, José Chávez Morado, Francisco Zúñiga entre otros. Realizaría otros hospitales importantes para el ISSSTE como la Maternidad en Tlatelolco (1964), el H.G. López Mateos (1967) y el H.G Ignacio Zaragoza; para el IMSS el H.G. de Torreón, Coah. (1967), el H.G. de Tampico (1967) además de una cincuentena de hospitales más.
En otro tipo de proyectos realizó: el Centro Escolar de San Cosme (1944),la Escuela Nacional de Ciencias Químicas de Ciudad Universitaria, UNAM (1950). El edificio del Instituto Mexicano del Petróleo (1966) y casas habitación, destacando Emparan 35 (1940) de la época funcionalista y las casas de Suchil 151 (1957)y Cantil 121(1958)en donde el funcionalismo se complementa con el nacionalismo en el uso de ornamentación inspirada en monumentos prehispánicos.
Ocupó diversos cargos como: Jefe del Departamento de Arquitectura del INBA (1946), Subdirector de Inmuebles y Construcciones del IMSS (1964). En los últimos años Director Técnico de los Fideicomisos Lago de Tequesquitengo y Agua Hedionda; de Puerto Vallarta; y Acapulco y Llano Largo.
Autor de los siguientes libros: "Hospitales de Seguridad Social"(1970; "arquitectura-teoría, diseño, contexto"(1983)y "Del Funcionalismo al Post racionalismo-ensayo sobre la Arquitectura Contemporánea en México"(1990).

## Obras
- Centro Escolar San Cosme (1936) hoy Secundaria Anexa a la Normal Superior
- Escuela Nacional de Ciencias Químicas (1950)(hoy Facultad de Química) en Ciudad Universitaria de la UNAM[3]
- Centro Médico Nacional para la SSA (1955)y vendido posteriormente al IMSS, afectado por el sismo de 1985.
- Centro Médico Nacional La Raza (1944) Ganado en concurso
- Hospital de Gineco Obstetricia del ISSSTE de Tlatelolco (1964)
- Hospital Regional Lic. Adolfo López Mateos del ISSSTE (1967)
- Edificio sede del SME en calle Antonio Caso 45, colonia Tabacalera.Tesis de Licenciatura (1938).
- Hospital General Ignacio Zaragoza del ISSSTE (1973)
- H.G. 1 ero de octubre del ISSSTE (1972)
- H.G en Torreón, Coah. del IMSS
- H.G. en Tampico, Tamps. del IMSS
- H.G. de Ciudad Juárez, Chih. del ISSSTE
- Instituto Mexicano del Petróleo, CDMX

## Premios y reconocimientos
- Miembro de la Academia de las Artes en 1984.[1]
- Gran Premio de la Academia 1986 de la Academia Nacional de Arquitectura.
- En el año 2008 el Museo de la Arquitectura le rindió un homenaje con motivo de los 100 años de su natalicio, con muestras de maquetas y planos de sus obras arquitectónicas icónicas.

+Doctor Honoris Causa por la Universidad Autónoma Metropolitana.